# Praktica B 100

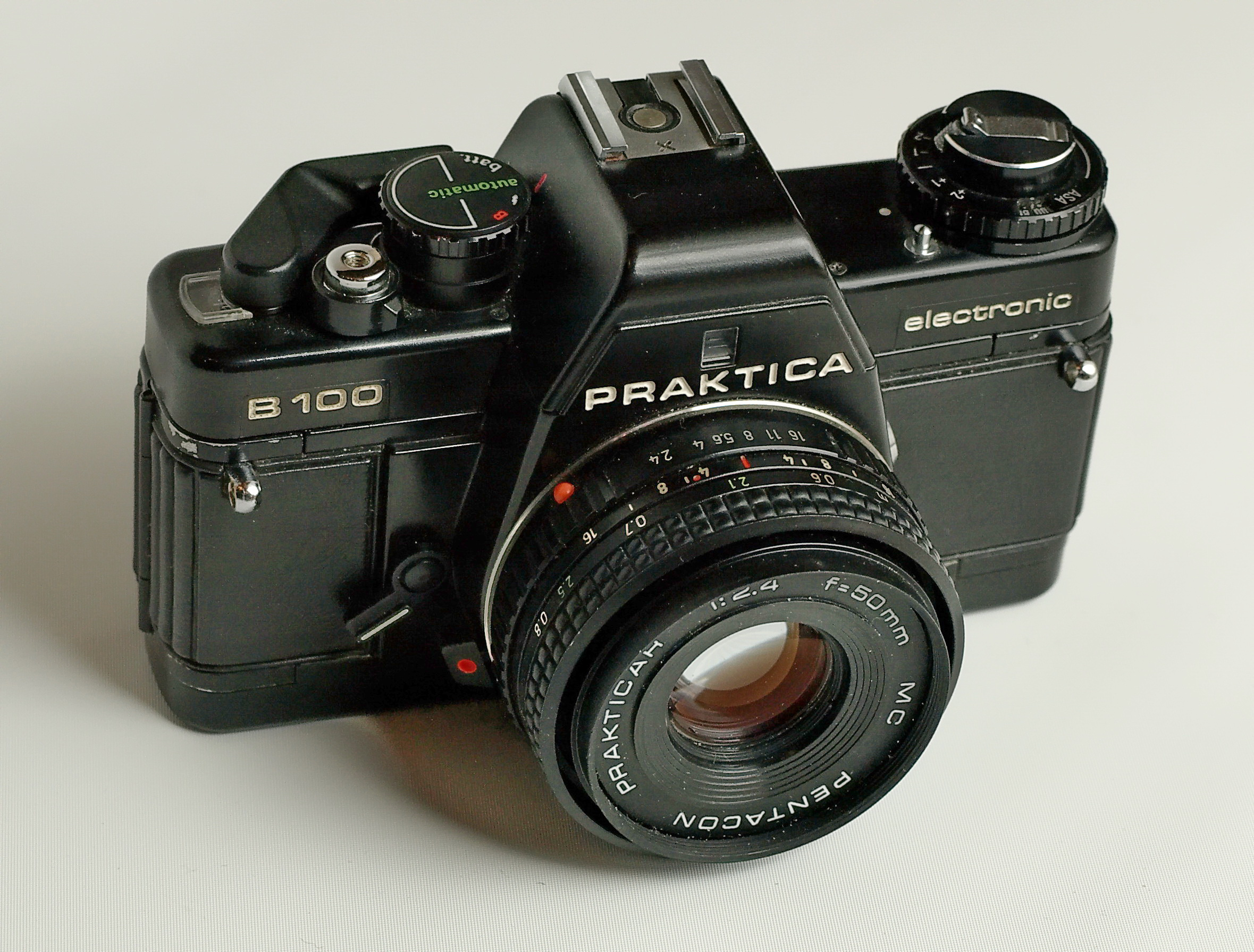
Praktica B 100

Die Praktica B 100 ist eine einäugige Spiegelreflexkamera der Praktica-B-Baureihe des Herstellers Pentacon aus Dresden. Die in der DDR gefertigten Fotoapparate wurden auch exportiert. Sie ist mit genoppter Belederung versehen und war die erste automatische Kamera der Praktica-B-Reihe. Sie wurde zwischen Dezember 1981 und Dezember 1982 produziert.
Von der B100 mit glatter Belederung wurden zwischen Januar 1983 und Dezember 1986 ca. 220.000 Kameras gebaut.

## Praktica BC auto
Die BC auto wurde 1986 als Teil der B100-Serie in geringer Stückzahl für den französischen (und evtl. niederländischen) Markt produziert. Sie ist technisch mit der Praktica B 100 identisch. Sie unterscheidet sich von dieser durch das verchromte Gehäuse.

## Technische Daten
- elektronisch gesteuerter Metalllamellenverschluss mit stufenloser Belichtungszeit zwischen 1/1000 und 1 Sekunde
- mechanische Festzeit 1/60 Sekunde
- Praktica-Bajonettanschluss, EDC (elektronische Blendenkontrolle) zur TTL-Belichtungsmessung
- Filmempfindlichkeit einstellbar von ASA 12 – 3200 bzw. DIN 12 - 36
- pentaprismischer Sucher mit 95 % Sichtfeld, dreifache Scharfstellmöglichkeit durch Schnittbild, Mikroprismenring und Einstellscheibe, Nadel zur Anzeige der gemessenen Belichtungszeit
- mechanischer Selbstauslöser
- Blitzschuh und zusätzlicher koaxialer Blitzanschluss mit X-Synchronisation (1/60 s)
- Anschlussmöglichkeit für Motorwinder
- beim Öffnen der Rückwand rückstellendes Bildzählwerk, Auslösesperre
- 4xLR44 Batterie (V 28PX, 6 Volt)